# Werner von Blomberg
Werner Eduard Fritz von Blomberg (2. září 1878 Stargard, Pomořansko – 14. března 1946 Norimberk) byl německý veterán z první světové války, pozdější polní maršál a působil zároveň i jako vrchní velitel Wehrmachtu nebo říšský ministr války (Reichskriegsminister). Kromě toho byl držitelem mnoha vojenských vyznamenání včetně Pour le Mérite. Dosáhl hodnosti Generalfeldmarschall (Polní maršál).

## Kariéra
Říšský ministr války od 30. ledna 1933, kdy ho na doporučení bývalého říšského prezidenta Paula von Hindenburga do svého kabinetu přijal říšský kancléř Adolf Hitler.
Od 15. května 1933 do 26. ledna 1938 nejvyšší velitel branné moci (Oberster Befehlshaber der Wehrmacht). Po něm tuto funkci od 4. února 1938 do 30. dubna 1945 vykonával Adolf Hitler a od 30. dubna 1945 do 23. května 1945 Karl Dönitz.
Hodnost polního maršála mu udělil dne 20. dubna 1936 Adolf Hitler, čím se stal prvním polním maršálem třetí říše (druhým v pořadí byl Hermann Göring v roce 1938 – viz Polní maršálové Třetí říše). Udělení této hodnosti bylo ze strany Hitlera projevem vděčnosti za energickou podporu, kterou mu von Blomberg poskytoval při vyzbrojovaní Německa jako i za shovívavé přehlížení vlny vraždění při odstavovaní SA (30. června – 1. července 1934).
Nepohodlným se však stal poté, co v roce 1937 varoval před příliš razantní Hitlerovou válečnou politikou a Hitler využil první příležitost na jeho odstavení. Proto, když sa dostala na veřejnost informace, že žena, s kterou se von Blomberg v lednu 1938 oženil, je bývalá prostitutka, přičemž na jeho přání mu za svědka na svatbě byl sám Hitler, byl dne 4. února 1938 v souvislosti s tzv. Fritschovou aférou zbaven funkce ministra a penzionován. Zemřel v březnu 1946 v americkém zajetí.

## Shrnutí vojenské kariéry

### Data povýšení
- Sekondeleutnant – 13. března 1897
- Oberleutnant – 18. května 1907
- Hauptmann – 20. března 1911
- Major – 22. března 1916
- Oberstleutnant – 18. prosince 1920
- Oberst – 1. dubna 1925
- Generalmajor – 1. dubna 1928
- Generalleutnant – 1. října 1929
- Propůjčena hodnost General der Infanterie – 30. ledna 1933
- Generaloberst – 31. srpna 1933
- Generalfeldmarschall – 20. dubna 1936

### Významná vyznamenání
- Pour le Mérite – 3. červen, 1918
- Rytířský kříž domácího královského pruského řádu Hohenzollernů s meči – 7. říjen, 1916
- Pruský železný kříž I. stupně (první světová válka)
- Pruský železný kříž II. stupně (první světová válka)
- Rytířský kříž I. třídy královského saského Albrechtova řádu s meči (první světová válka)
- Královský pruský řád koruny IV. třídy (první světová válka)
- Královský pruský služební kříž (první světová válka)
- Knížecí hohenzollernský čestný kříž III. třídy s meči a korunou (první světová válka)
- Brémský hanzovní kříž (první světová válka)
- Schaumbursko-lippský kříž za věrnou službu (první světová válka)
- Válečný záslužný kříž knížectví Lippe (první světová válka)
- Vévodský Sasko-meiningenský čestný kříž za službu ve válce (první světová válka)
- Velkovévodská hesenská medaile za statečnost (první světová válka)
- Brunšvický válečný záslužný kříž I. třídy (první světová válka)
- Brunšvický válečný záslužný kříž II. třídy (první světová válka)
- Velkovévodský kříž Friedricha Augusta I. třídy (první světová válka)
- Velkovévodský kříž Friedricha Augusta II. třídy (první světová válka)
- Královský bavorský vojenský záslužný řád IV. třídy s meči
- Kříž cti
- Odznak za zranění v černém (první světová válka)
- Zlatý stranický odznak
- |  |  Služební vyznamenání Wehrmachtu od IV. do II. třídy

## Fotogalerie

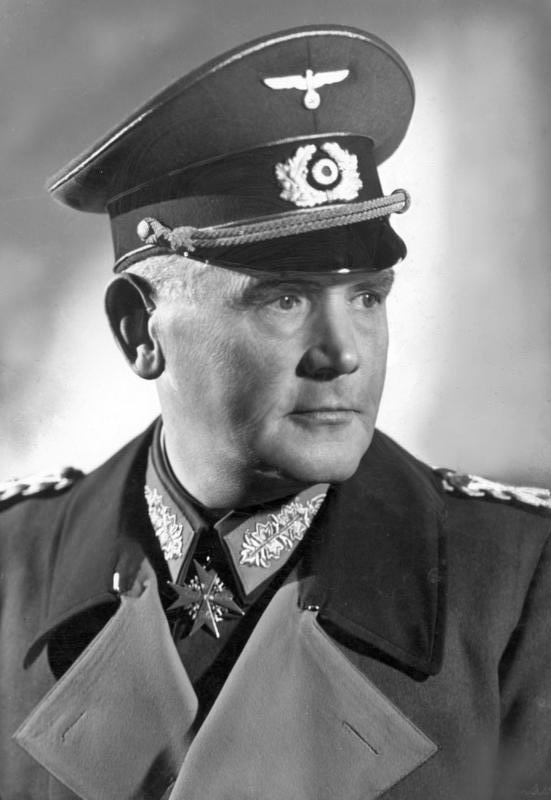
"Werner von Blomberg již jako polní maršál na fotografii z roku 1937. U jeho krku můžeme vidět jedno z vysoce ceněných vojenských vyznamenání Pour le Mérite."
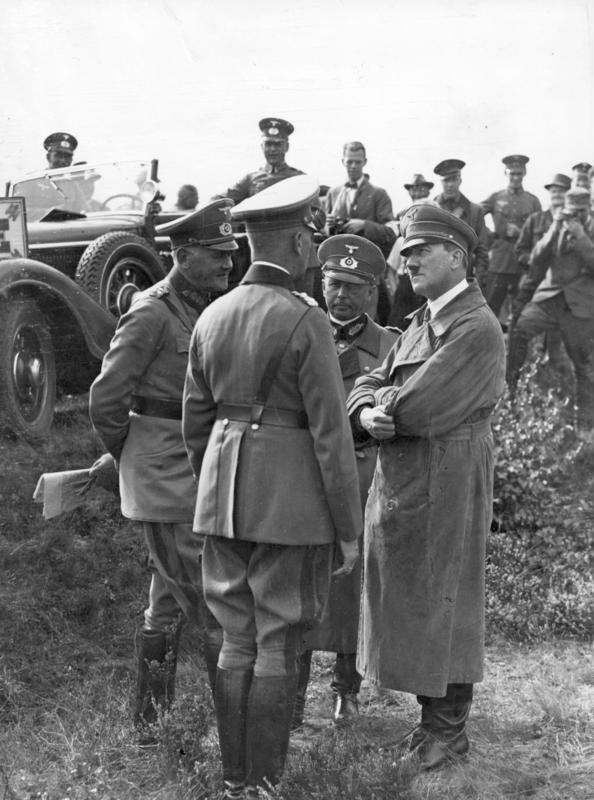
"Zleva: Werner von Blomberg, generál Werner von Fritsch a říšský vůdce a kancléř Adolf Hitler v rozhovoru s neznámým generálem během podzimních manévrů u města Celle dne 7. září, 1935."
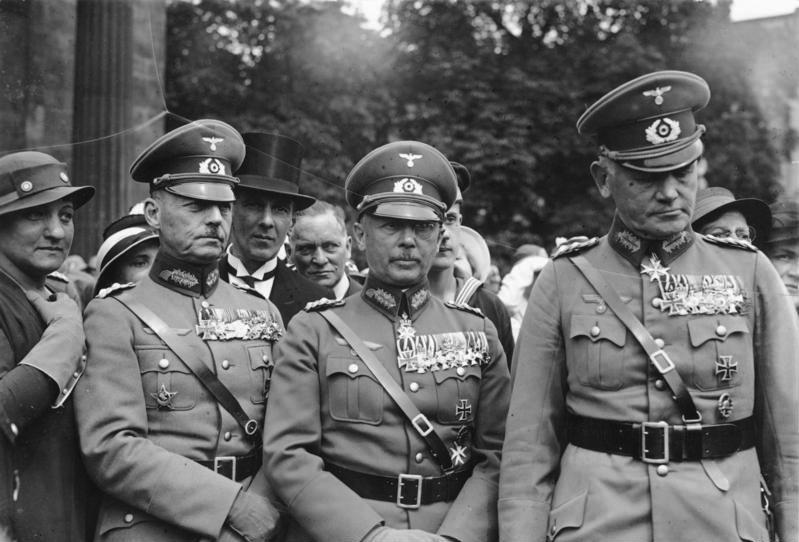
"Zleva: pozdější polní maršál Gerd von Rundstedt, generál Werner von Fritsch a Werner von Blomberg. Fotografie pocházející z roku 1934."
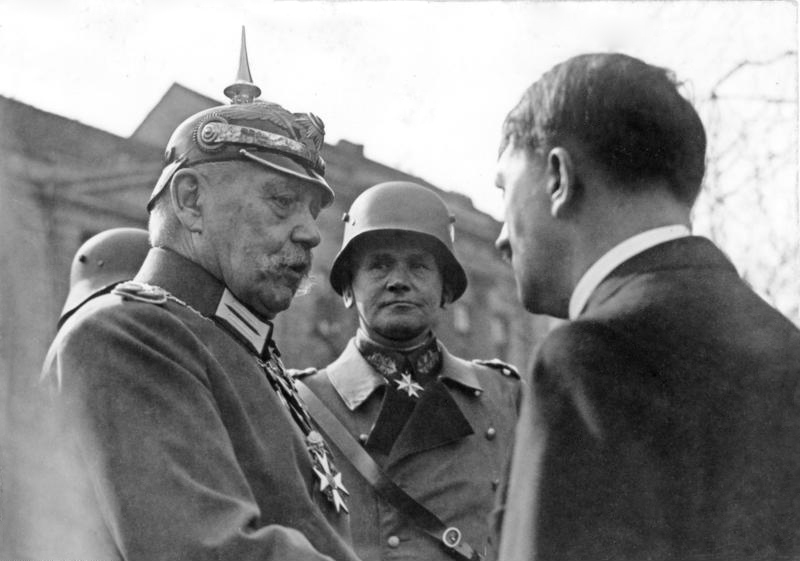
"Zleva: říšský prezident Paul von Hindenburg, Werner von Blomberg a Adolf Hitler na fotografii ze 21. března, 1933."
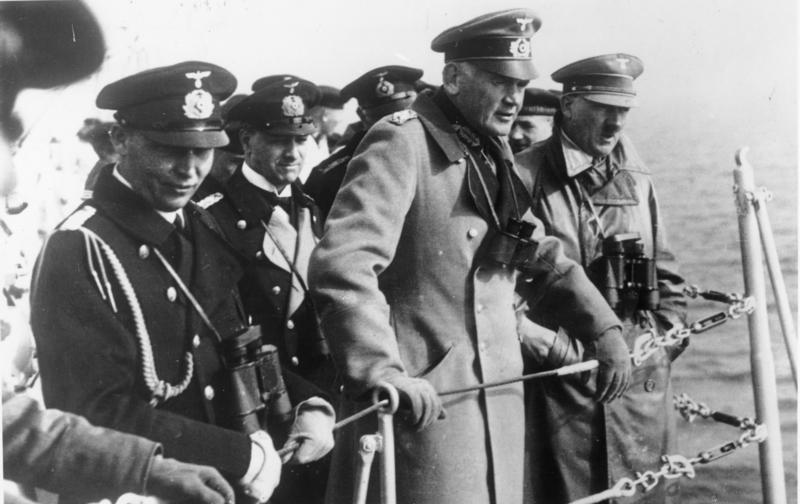
"Vyhlídková jízda v Severním moři na palubě těžkého křižníku Lützow. Werner von Blomberg (uprostřed) v rozhovoru s Adolfem Hitlerem. Po von Blombergově pravici stojí pozdější velkoadmirál Erich Raeder."
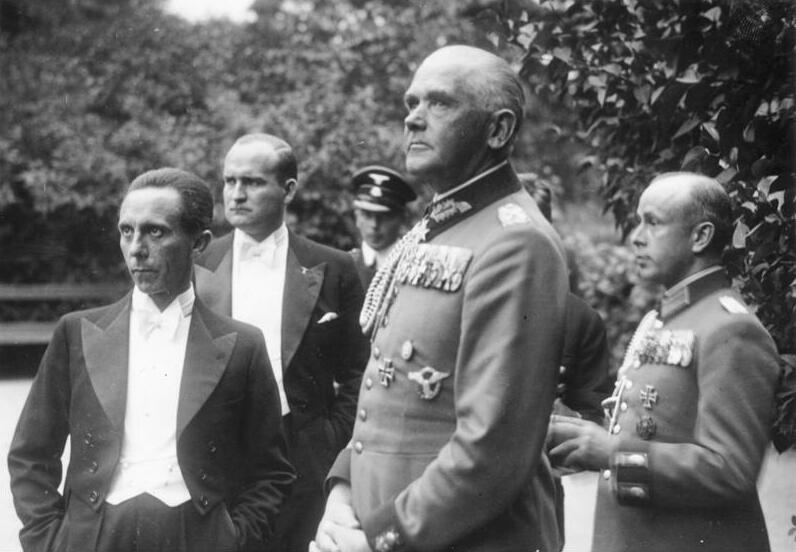
"Začátek slavnostního představení v Bayreuthu v červenci roku 1937. Zleva: říšský ministr Joseph Goebbels, polní maršál Werner von Blomberg a jeho pobočník major George von der Decken."
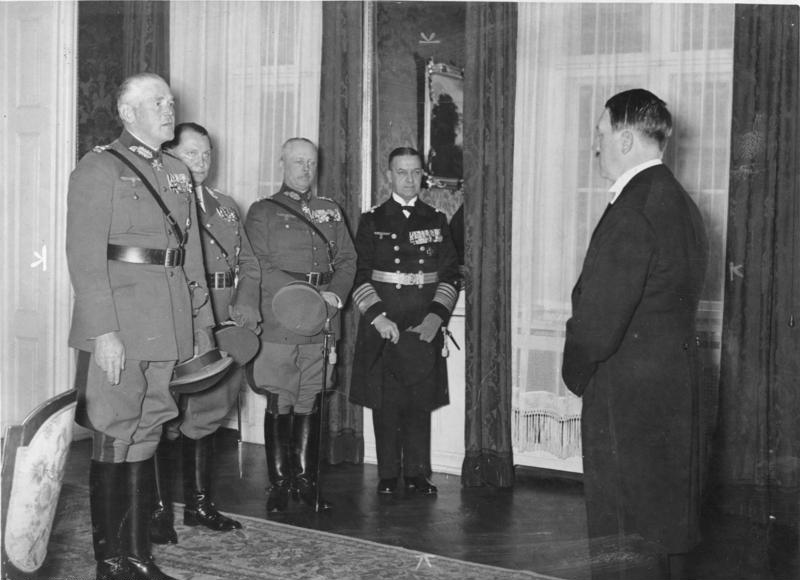
"Novoroční přivítání v lednu roku 1935. Zleva: říšský ministr obrany a vrchní velitel Wehrmachtu, polní maršál Werner von Blomberg; vrchní velitel Luftwaffe, generál Hermann Göring; vrchní velitel Heeru generál Werner von Fritsch a velitel válečného námořnictva admirál Erich Raeder."
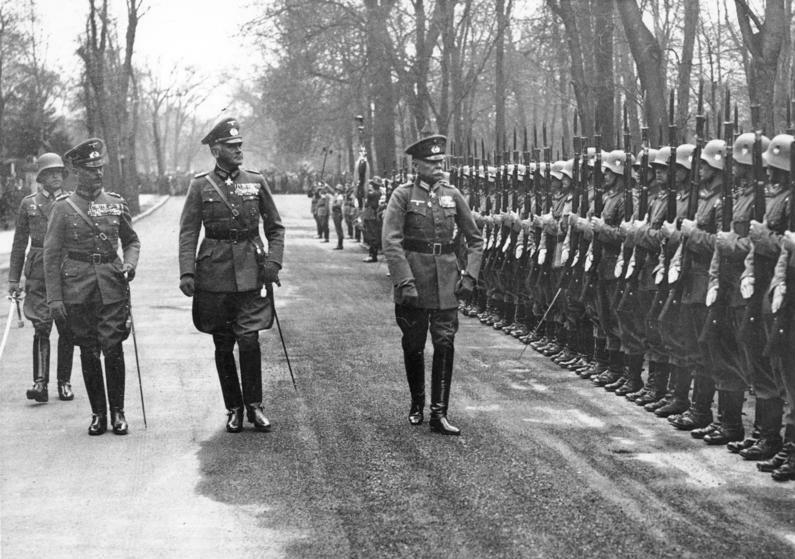
"Oslava 70. narozenin generálplukovníka Hanse von Seeckta v Berlíně. Zleva: generál Werner von Fritsch, polní maršál Werner von Blomberg a generálplukovník Hans von Seeckt."